# Nasutapis straussorum
Nasutapis straussorum là một loài Hymenoptera trong họ Apidae. Loài này được Michener mô tả khoa học năm 1970.